# Гавалянци
Гавалянци или Гаваланци (на гръцки: Βαλτούδι, Валтуди, катаревуса: Βαλτούδιον, Валтудион, до 1927 година Γκαβαλιάν, Гавалян, Γκαβαλιανοί, Гаваляни) е село в Гърция, дем Пеония, област Централна Македония.

## География
Селото е разположено в историко-географската област Боймия, на 14 km североизточно от град Ругуновец (Поликастро).

## История

### В Османската империя
В османски данъчни регистри на немюсюлманското население от вилаета Аврет хисаръ̀ от 1619-1620 година селото е отбелязано под името Говалян с 60 джизие ханета (домакинства).
В „Етнография на вилаетите Адрианопол, Монастир и Салоника“, издадена в Константинопол в 1878 година и отразяваща статистиката на населението от 1873 година, Гавалянци (Gavaliantzi) е посочено като село в каза Аврет Хисар с 35 къщи и 190 жители българи.
Според статистиката на Васил Кънчов („Македония. Етнография и статистика“) от 1900 година Гавалянци е населявано от 164 жители българи.
В началото на XX век цялото население на Гавалянци е под върховенството на Българската екзархия. По данни на секретаря на екзархията Димитър Мишев („La Macédoine et sa Population Chrétienne“) в 1905 година в Гавалянци (Gavaliantzi) има 176 българи екзархисти и функционира българско училище.
При избухването на Балканската война в 1912 година девет души от Гавалянци са доброволци в Македоно-одринското опълчение.

### В Гърция
В 1913 година след Междусъюзническата война селото попада в Гърция. Боривое Милоевич пише в 1921 година („Южна Македония“), че Гаваланци (Гаваланци) има 30 къщи славяни християни. Българските му жители бягат в България по време на Междусъюзническата война и в 1913 година селото е без жители. В гръцкото преброяване от 1913 година в селото има 32 души - гъркомани бежанци от Струмишко, които след Първата световна война се връщат в селата си. След Първата световна война землището на селото е купено от предприемача Зутос, който го превръща в чифлик, който произвежда предимно жито. В 1927 година селото е прекръстено на Валтуди.
| Година    | 1913 | 1920 | 1928 | 1940 | 1951 | 1961 | 1971 | 1981 | 1991 | 2001 | 2011 | 2021 |
| --------- | ---- | ---- | ---- | ---- | ---- | ---- | ---- | ---- | ---- | ---- | ---- | ---- |
| Население | 32   | 20   | 59   | 61   | 75   | 62   | 52   | 70   | 63   | 66   | 27   | 23   |

## Личности
Родени в Гавалянци
- Георги Мицов (Гоне Мацов, 1884/1886 – ?), македоно-одрински опълченец, Кукушка чета, Първа рота на Тринадесета кукушка дружина[11]
- Георги Наков Парадов (1870 – 1938), войвода на ВМОРО, македоно-одрински опълченец, Кукушка чета, Втора рота на Тринадесета кукушка дружина[12]
- Иван Манолов (1882 – ?), македоно-одрински опълченец, Първа рота на Трета солунска дружина[13]
- Илия Дилберов (Дилбер Илия) (1877 – 1962), български революционер, деец на ВМОРО, македоно-одрински опълченец
- Йордан Тачев (Тачов, 1884 – ?), македоно-одрински опълченец, Втора рота на Тринадесета кукушка дружина, Сборна партизанска рота на МОО[14]
- Мирчо Костов (Мирче, 1892 – ?), македоно-одрински опълченец, Трета солунска дружина, носител на бронзов медал[15]
- Никола Сатиев (1880 – ?), войвода на ВМОРО, македоно-одрински опълченец
- Христо Гавалянски, български революционер, деец на ВМОРО, четник на Кръстьо Асенов в 1903 година,[16]
- Христо Георгиев (1884 – ?), четник на Аргир Манасиев,[17] македоно-одрински опълченец, Кукушка чета, Нестроева рота на Тринадесета кукушка дружина[18]
- Христо Пецов (Пецев, 1882/1884 – ?), македоно-одрински опълченец, Кукушка чета, Втора рота на Тринадесета кукушка дружина[19]
- Христо Стаменов, български революционер, деец на ВМОРО, четник на Кръстьо Асенов в 1903 година,[16] загинал преди 1918 г.[20]

Починали в Гавалянци
- Михаил Апостолов-Попето (1871-1902), български революционер